# Substituent

Voorbeeld van een aantal substituenten op een n-octaanketen: broom, methoxy en ethyl.

Een substituent is in de organische chemie een atoom of een atoomgroep, die één of meer waterstofatomen in een organisch molecuul kan vervangen. Veel functionele groepen kunnen als substituent worden beschouwd. Een aantal veel voorkomende substituenten staat in onderstaande tabel. Het begrip substituent wordt vooral gebruikt om de grote hoeveelheid organische verbindingen tot een overzienbaar aantal terug te brengen. Fysische en chemische eigenschappen van verbindingen kunnen vervolgens beschreven worden in termen van de eigenschappen van de verbinding zonder substituent, gecorrigeerd voor de aanwezigheid van de substituent.

## Voorbeeld
Naast azijnzuur zijn ook chloorazijnzuur, dichloorazijnzuur en trichloorazijnzuur bekend. Al deze verbindingen vertonen een zuur karakter. De aanwezigheid van de substituent (chloor) in dit geval, heeft tot gevolg dat de zuursterkte van de zuren steeds groter wordt. Door het elektronegatieve chloor (trekt elektronen weg bij het tweede koolstofatoom) is het steeds beter mogelijk een negatieve lading in de zuurgroep (en daarmee het eerste koolstofatoom) te plaatsen. Dit betekent dat azijnzuur in water voor ongeveer 1% in ionen gesplitst is, trichloorazijn is voor vrijwel 100% in ionen gesplitst.

## Substituenten
| Naam       | Formule | Homologe reeks                    | Voorbeeldverbinding |
| ---------- | ------- | --------------------------------- | ------------------- |
| alkoxy     | –OR     | methoxy, ethoxy, ...              | ethoxybenzeen       |
| alkyl      | –R      | methyl, ethyl, propyl, butyl, ... | isopropylbenzeen    |
| alkylamino | –NHR    | methylamino, ethylamino, ...      | pramipexol          |
| amino      | –NH2    |                                   | aminobenzeen        |
| fenoxy     | –OC6H5  |                                   | 2-fenoxyethanol     |
| fenyl      | –C6H5   |                                   | fenylazijnzuur      |
| halogeen   | –X      | fluor, chloor, broom, jood        | chloroform          |
| hydroxy    | –OH     |                                   | ethanol             |
| nitro      | –NO2    |                                   | nitromethaan        |
| thiol      | –SH     |                                   | thioglycolzuur      |